# Fethullah Gülen
Fethullah Gülen   (Pasinler, 27 d'abril de 1941 - Hospital Sant Lluc - Campus Monroe, 20 d'octubre de 2024) va ser un predicador, imam, escriptor i figura política turca. Va ser el fundador del moviment Gülen. Va viure en un exili autoimposat als Estats Units, amb domicili a Saylorsburg (Pennsilvània).
Gülen era seguidor i orador de l'escola Hanafista, una branca de l'islam sunnita que segueix els principis de l'erudit Said Nursî. Gülen creia en la ciència, el diàleg interreligiós entre la Gent del Llibre, i en la democràcia multipartidista. És per això que va emprendre contactes tant amb el Vaticà com amb organitzacions jueves.
Gülen estava fortament involucrat en el debat sobre el futur de l'estat turc així com el paper de l'islam al món actual. Des de mitjans de comunicació internacionals, se’l considerava com un imam «que promou un islam tolerant, l'altruisme, l'esforç en el treball i l'educació» així com una de les figures del món musulmà més importants.
Fins al 2013, Gülen era aliat del president turc Recep Tayyip Erdoğan. Aquesta aliança va trencar-se després de les investigacions de corrupció que involucraven el president i un dels seus fills. Després d'aquestes investigacions, Gülen va ser acusat de terrorista. És per això que Turquia va demanar diverses vegades als Estats Units la seva extradició, amb la negativa dels nord-americans per no creure's els vincles amb grups terroristes i exigint proves per a tal acusació.

## Biografia
Gülen va néixer a la población de Korucuk, prop de Erzurum. El seu pare, Ramiz Gülen, era imam. La seva mare es dedicava a l'ensenyament del Corà al poble, tot i que tenia prohibició expressa del govern kemalista de realitzar-les. Gülen va començar l'educació primària a Korucuk mateix, però no va seguir-hi quan la familia va haver-se de mudar. És en aquest punt quan va començar amb l'educació islámica en diferents madrassas de Erzurum. Va donar el seu primer sermó quan tenia 14 anys. Es va educar amb musulmans erudits i mestres espirituals, estudiant ciències religioses i aprenent els principis de les ciències físiques i socials modernes.
Va començar a predicar a la mesquita de Edirne, prop de la frontera amb Grècia, i l'any 1958 va ser traslladat a Esmirna, a la costa del mar Egeu, una ciutat amb un tarannà liberal notable i on l'islam no hi era important.
A mitjans dels anys seixanta va trencar els llaços amb la visió del tarikat Nurcu (seguidors de la llum) per crear el seu propi moviment d'inspiració moderada i sufí. El seu públic objectiu eren les clases mitjanes conservadores, que cercaven una bona educación pels seus fills en una Turquia convulsa, on les guerrilles d'esquerres combatien bandes d'ultradreta com el Llops Grisos.
L'any 1981 es va jubilar de les obligacions d'ensenyament, i des del 1988 al 1991 va predicar una série de sermons en algunes de les mesquites més famoses de les zones amb major población, tant a Turquia com a Europa occidental.
L'any 1994 va fundar la "Fundació de periodistas i escriptors" de la qual va rebre el títol de "president honorari".
L'any 1999, Gülem va emigrar als Estats Units, justificant motius mèdics tot i que va anticipar-se a una possible detenció per donar suport a la idea d'un estat islàmic. Des de llavors, i a partir de juny de l'any 1999, es van agreujar les seves crítiques fins al punt d'aparèixer imatges seves a la televisió amb els seus discursos per a desacreditar-lo. Tant ell com els seus seguidors, sempre van posar en dubte els arguments contraris, justificant que s'estaven traient de context i que havien estat manipulats.
L'any 2000 va ser jutjat in abstentia i absolt l'any 2008 sota el nou partit governant Partit de la Justícia i el Desenvolupament (AKP, per les seves sigles en turc) i el nou primer ministre Recep Tayyip Erdoğan.
El 2001 va aconseguir el permís de residència permanent als Estats Units.
El 19 de desembre de 2014, un jutjat turc va emetre una ordre de detenció a Gülen després que 20 periodistes, suposadament seguidors del seu moviment, fossin detinguts. Gülen estava acusat de pertinença a un grup armat terrorista. Un intent fallit de cop d'estat militar el juliol del 2016 a Turquia va provocar més purgues i un estat d'emergència. El govern va afirmar que els líders colpistes estaven vinculats a Gülen, però aquest va negar-hi cap paper.

## Pensament
Les seves idees estan molt influenciades per les de Said Nursî. Comparant Gülen amb els seguidors de Nursî i les seves escriptures Risale-i Nur, Hakan Yavuz va dir: “El pensament de Gülen és més nacionalista turc. A més, les seves consignes van més orientades cap a l'Estat i es preocupa per l'economia de mercat i les polítiques económiques neoliberals."